# Воротище (платформа)
«Вороти́ще» (бел. Варацíшча) — остановочный пункт в Столбцовском районе Минской области. Железнодорожная платформа находится между платформой Осиповщина и станцией Городея.
Станция расположена рядом с деревнями Великий Двор, Деречинцы; в километре от деревень Малявщина, Новая Веска и в двух-трёх километрах от одноимённой деревни (Воротище).
Прежнее название — Деречинцы. Остановочный пункт был назван так в честь одноимённой деревни, расположенной в километре от платформы.